# فالديمار جوسيف
فالديمار جوسيف (بالألمانية: Waldemar Josef)‏ (25 أكتوبر 1960 بفولفسبورغ في ألمانيا - ) هو لاعب كرة قدم ألماني في مركز حراسة المرمى. لعب مع آينتراخت براونشفايغ ونادي فولفسبورغ.

## وصلات خارجية
- فالديمار جوسيف على موقع قاعدة بيانات كرة القدم.إي يو (الإنجليزية)
- فالديمار جوسيف على موقع بيانات كرة القدم. دي إي (الألمانية)
- فالديمار جوسيف على موقع عالم كرة القدم.نت (الإنجليزية)